# 阿倍野橋

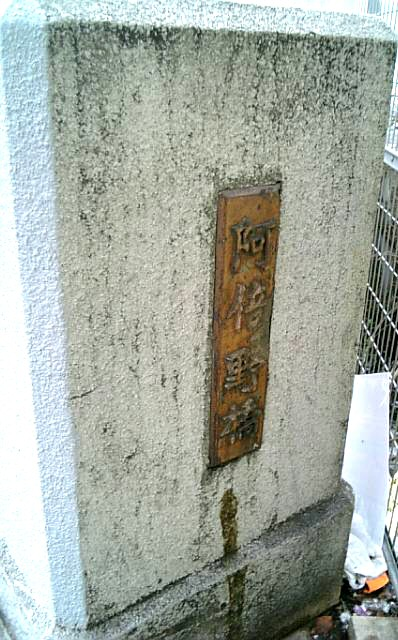
橋柱

阿倍野橋（あべのばし）は、大阪府大阪市天王寺区茶臼山町・悲田院町と阿倍野区阿倍野筋一丁目を結ぶ大阪府道30号大阪和泉泉南線（谷町筋）の橋。JR西日本関西本線・大阪環状線および南海天王寺支線跡を跨ぐ跨線橋である。
北詰は天王寺駅前交差点、南詰は近鉄前交差点で、近鉄前交差点以南はあべの筋と道路愛称が変わる。橋の東側はJR天王寺駅の駅前広場および駅舎（天王寺ミオプラザ館）に接している。

## 歴史
1889年（明治22年）に大阪鉄道 (初代)が開業した際、上町台地の掘割部に架橋された。現在の橋は1943年（昭和18年）に架け替えられたもので、橋長61.74m、幅員35.34m。橋名は四天王寺から住吉大社へ至る阿倍野街道に由来し、北詰にあった大阪市電阿倍野橋駅や南東袂にある近鉄大阪阿部野橋駅の駅名は当橋に由来する。

## 橋上施設

### 現在
- 大阪シティバス 住吉車庫前方面行き「あべの橋」停留所。

### 過去
- 南海鉄道上町線 公園東門駅（大正時代）
- 南海鉄道上町線 天王寺駅前駅（昭和初期）[注釈 1]
- 大阪市電霞町玉造線・天王寺阿倍野線 阿倍野橋駅（北詰に位置していた）